# Frida Brock-Oley
Frida Brock-Oley (* 17. August 1910 in Konstadt; † unbekannt) war eine Frauenfunktionärin und Diplom-Lehrerin in der DDR.

## Leben
Frida Brock-Oley gehörte vor 1933 zwei Jahre lang der SPD an. 1940 trat sie dem nationalsozialistischen Deutschen Frauenwerk bei und im Februar 1946 der KPD. Mit der Zwangsvereinigung der KPD und der Ost-SPD wurde sie SED-Mitglied.
Nach 1945 wurde sie in Herzberg SED-Frauensekretärin und ab 1947 Vorsitzende des DFD-Kreisvorstandes Herzberg. 1948 wechselte sie in die DFD-Landesleitung Sachsen-Anhalt und übernahm nach der Ablösung von Rose Gerisch von 1950 bis 1952 die Leitung des Landesverbandes der Frauenorganisation. 1950 absolvierte sie einen sechsmonatigen Lehrgang an der Landesparteischule. 1950 wurde sie in den Landtag Sachsen-Anhalt gewählt und gehörte hier dem Präsidium an. Nach ihrem Lehrerstudium arbeitete sie als Lehrerin und wissenschaftliche Mitarbeiterin an der Sektion Marxismus-Leninismus der Universität Halle.

## Auszeichnungen
- 1971 Clara-Zetkin-Medaille[2]